# Jonathan Wolff
Jonathan Wolff (sinh ngày 25 tháng 6 năm 1959) là một học giả và triết gia người Anh. Ông từng giữ chức Trưởng Khoa Khoa học Xã hội và Nhân văn tại Đại học Tổng Hợp London từ năm 2012 đến năm 2016. Hiện nay ông đang giảng dạy tại Đại học Oxford.

## Cuộc đời và Sự nghiệp
Jonathan Wolff là con của ông Herbert Wolff và bà Doris Wolff. Ông tốt nghiệp Thac sĩ Triết học tại trường Đại học Tổng Hợp London dưới sự hướng dẫn của Giáo sư G.A. Cohen (Nhà triết học chính trị chủ nghĩa Mác-xít, là học giả hàng đầu của Viện Hàn lâm Anh Quốc) vào năm 1985. Ông làm nghiên cứu sinh tại Đại học Harvard trước khi quay lại giảng dạy tại trường Đại học Tổng Hợp London cho đến năm 2016.  Từ tháng 9 năm 2016, Ông được Đại học Oxford mời về dạy và giữ chức Giáo sư Chính sách công tại Trường Quản lý Nhà Nước Blavatnik thuộc  Đại học Oxford.
Ông từng là Chủ tịch của Hiệp hội Triết học Anh Quốc. Ông cũng là Chủ tịch danh dự của Hiệp hội Aristotelian, một trong những Hiệp hội triết học lâu đời nhất và có uy tín nhất, nơi xuất bản tạp chí Proceedings of the Aristotelian Society đề cập đến các vấn đề như Nhận thức luận, Triết học Tâm trí, Siêu hình học, Siêu Đạo đức và Lịch sử Triết học phương Tây. Hiện nay, công việc của ông Wolff tập trung nghiên cứu về sự bất lợi và bình đẳng, cùng với quá trình đưa ra quyết định về chính sách công.
Là một học giả theo chủ nghĩa Mác-xít, ông Wolff đã xuất bản "Marx and Exploitation", một bài viết nghiên cứu khoa học về tư duy Mác-xít, trong "The Journal of Ethics". Ông cũng đã công bố một bài phê bình về cuốn sách "Anarchy, State, and Utopia" của Robert Nozick với tên gọi "Robert Nozick: Property, Justice and the Minimal State"; một cuốn sách ngắn về Các Mác "Why Read Marx Today?" và giáo trình "An Introduction to Political Philosophy". Ông cũng đang là chủ biên một chuyên mục hàng tháng cho nhật báo The Guardian.
Năm 2009, ông trình bày một series gồm 4 phần về Dịch vụ Y tế Quốc gia Anh Quốc trong chương trình "The Essay" của đài Radio 3 BBC. Series này được đặt tên là "Doctoring Philosophy" (Triết lý Ngành Y) đánh dấu kỷ niệm 60 năm Dịch vụ Y tế Quốc gia Anh Quốc

## Danh mục nghiên cứu
Các nghiên cứu tiêu biểu của Ông bao gồm:
Sách:
- Robert Nozick: Property, Justice and the Minimal State. Oxford: Polity in association with Basil Blackwell.1991.
- An Introduction to Political Philosophy, Third Edition. Oxford Oxfordshire: Oxford University Press. 2015.
- Michael Rosen (1999). Political Thought. Oxford Oxfordshire: Oxford University Press.
- Why Read Marx Today?. Oxford Oxfordshire: Oxford University Press. 2002.
- Disadvantage, co authored with Avner de Shalit. New York: Oxford University Press, USA. 2007.
- Ethics and Public Policy: A Philosophical Inquiry. Abingdon: Routledge. 2011.
- The Human Right to Health. New York: W. W. Norton & Company, USA. 2012.

Bài đăng trên tạp chí khoa học:
- Wolff, Jonathan (December 2003). "Scanlon on well-being". Ratio. Wiley. 16 (4): 332–345.

See also: Scanlon, T.M. (December 2003). "Replies". Ratio. Wiley. 16 (4): 424–439.